# Zale uniformis
Zale uniformis là một loài bướm đêm trong họ Erebidae.